# Jacques Canetti présente Jacques Higelin
Jacques Canetti présente Jacques Higelin est une compilation de Jacques Higelin parue en 1973, avec la participation de Brigitte Fontaine. Cette compilation, issue de l'album 12 chansons d'avant le déluge (de l'album et des chansons des 6 45 tours liés), est rééditée en 1988.

## Chansons
| No  | Titre                           | Durée |
| --- | ------------------------------- | ----- |
| 1.  | Dans mon lit                    |       |
| 2.  | Je rêve                         |       |
| 3.  | La java des chaussettes à clous |       |
| 4.  | L'année à l'envers              |       |
| 5.  | Huit jours en Italie            |       |
| 6.  | L'âme slave                     |       |
| 7.  | A Django                        |       |
| 8.  | Isabelle                        |       |
| 9.  | Quand j'improvise sur mon piano |       |
| 10. | Fleur de pavot                  |       |
| 11. | On est là pour ça               |       |
| 12. | Priez pour St Germain des prés  |       |
| 13. | La grippe                       |       |